# Розбита чарка
«Розби́та ча́рка» — вірш Лесі Українки.
Вперше надруковано у збірці «На крилах пісень», 1893, стор. 21. Автографи — ІЛІШ, ф. 2, № 11, стор. 31; № 746, стор. 13; № 747, стор. 10. Датується 1891 р. за автографом — ІЛІШ, ф. 2, № 11.
Опубліковане у збірці «На крилах пісень», К., 1904, стор. 30.